# النمسا في الألعاب الأولمبية الصيفية 2016
نافست النمسا في دورة الألعاب الأولمبية الصيفية 2016 في ريو دي جانيرو، البرازيل، من 05-21 أغسطس 2016. ظهر الرياضيين النمساويين في كل دورة من دورات الألعاب الأولمبية الصيفية، باستثناء دورة الألعاب الاولمبية الصيفية 1920 في مدينة انتويرب البلجيكية. اللجنة الاولمبية النمساوية أرسلت حوالي 71 لاعبا للألعاب، 39 رجلا و 31 امرأة، للتنافس في 17 رياضة، ويعتبر عدد المشاركات النساء عدد قياسي مقارنة بدورة الألعاب الاولمبية السابقة في لندن عام 2012 بفارق مشاركة واحدة.